# Маслак Олександр Вікторович
Олекса́ндр Ві́кторович Маслак (нар. 4 лютого 1982, м. Торез, Донецька область, Українська РСР, СРСР — пом. 17 березня 2022, м. Маріуполь, Донецька область) — майстер-сержант Державної прикордонної служби України, учасник російсько-української війни, що загинув у ході російського вторгнення в Україну в 2022 році, Герой України з удостоєнням ордена «Золота Зірка» (посмертно).

## Життєпис
Олександр Маслак народився 4 лютого 1982 року в місті Торезі Донецької області. 
З 2004 по 2008 роки та з 2017 по 2018 роки проходив службу в підрозділах Сумського прикордонного загону, а з 2019 року — у Донецькому прикордонному загоні. 
З першого дня повномасштабного російського вторгнення на територію України перебував у місті Маріуполі. 
17 березня 2022 року разом з іншими прикордонниками протистояв двом танкам та переважаючій живій силі противника в одному з районів Маріуполя. Позиція бійців розташовувалась у багатоповерхівці. Під час бою полонили 10 окупантів. Ворог почав з танків обстрілювати позицію, тому Олександр Маслак віддав наказ підлеглим військовослужбовцям залишити бойову позицію й відійти на іншу, а сам, прикриваючи відхід побратимів, за допомогою ПТРК «NLAW» вразив ворожий танк з екіпажем. Внаслідок прямого влучання з другого ворожого танка штаб-сержант загинув смертю хоробрих. 
Чин прощання із загиблим проходив 25 лютого 2023 року. Воїна відспівали у Свято-Воскресенському кафедральному соборі (ПЦУ) у центрі Сум, і поховали з військовими почестями на Алеї Слави Баранівського кладовища в Сумах.

## Родина
У загиблого залишилися батьки, дружина, донька та син.
19 січня 2024 року під час церемонії у Маріїнському палаці Президент України Володимир Зеленський вручив 30 сертифікатів на отримання квартир військовослужбовцям Сил оборони, яким присвоєно звання Героя України, та родинам полеглих Героїв; один із сертифікатів було вручено рідним майстер-сержанта Олександра Маслака.

## Нагороди
- Звання Герой України з удостоєнням ордена «Золота Зірка» (28 серпня 2023, посмертно) — за особисту мужність і героїзм, виявлені у захисті державного суверенітету та територіальної цілісності України, самовіддане служіння Українському народові[7][8].